# Pitch Black Progress
Pitch Black Progress is het tweede album van de Zweedse melodic-deathmetalband Scar Symmetry, uitgebracht in 2006 door Nuclear Blast.

## Track listing
1. "The Illusionist" - 4:31
2. "Slaves to the Subliminal" - 5:04
3. "Mind Machine" - 3:54
4. "Pitch Black Progress" - 3:26
5. "Calculate the Apocalypse" - 4:01
6. "Dreaming 24/7" - 4:11
7. "Abstracted" - 3:25
8. "The Kaleidoscopic God" - 7:09
9. "Retaliator" - 4:13
10. "Oscillation Point" - 4:04
11. "The Path of Least Resistance" - 4:29
12. "Carved in Stone" - 5:29
13. "Deviate from the Form" - 5:27

## Band
- Christian Älvestam - Zanger
- Jonas Kjellgren - Gitarist
- Per Nilsson - Gitarist
- Kenneth Seil - Bassist
- Henrik Ohlsson - Drummer